# Șevcenko, Kreminna
Șevcenko (în ucraineană Шевченко) este un sat în comuna Bulhakivka din raionul Kreminna, regiunea Luhansk, Ucraina.

## Demografie
Componența lingvistică a localității Șevcenko
     Ucraineană (98,33%)
     Rusă (1,67%)
Conform recensământului din 2001, majoritatea populației localității Șevcenko era vorbitoare de ucraineană (98,33%), existând în minoritate și vorbitori de rusă (1,67%).